# Premi Nacional de poesia de les Lletres Espanyoles
El Premi Nacional de poesia de les Lletres Espanyoles (Premio Nacional de Literatura en la modalidad de Poesía, en castellà) és un premi literari que atorga anualment el Ministeri d'Educació, Cultura i Esports.
Premia a la millor obra en la modalitat de poesia escrita per un autor espanyol, en qualsevol de les llengües oficials de l'Estat, entre totes les obres d'aquest gènere publicades a Espanya l'any anterior. Està dotat amb 20.000 euros. El jurat està presidit pel director general del Llibre i està format per 10 persones, entre elles el guanyador de l'any anterior i s'entrega el mes d'octubre.
El seu origen rau en la creació el 27 de setembre de 1922 del "Concurso Nacional de Literatura" per part del Ministeri d'Instrucció Pública i Belles Arts.

## Guanyadors

### Premi Nacional de poesia (pre democràtic)
- 1924: Rafael Alberti per Marinero en tierra
- 1925: Gerardo Diego per Versos humanos
- 1927: Dámaso Alonso per El viento y el verso
- 1933: Manuel Altolaguirre per La lenta libertad
- 1934: Vicente Aleixandre per La destrucción o el amor
- 1938: Emilio Prados per Destino fiel
- 1949: Leopoldo Panero per Escrito a cada instante
- 1950: José María Valverde per La espera
- 1951: José García Nieto per Tregua
- 1951: Alfonsa de la Torre per Oratorio de San Bernardino[1]
- 1952: Dionisio Ridruejo per En Once años. Poesías completa de juventud
- 1953: Luis Rosales Camacho per Rimas
- 1954: José Hierro per Antología
- 1957: José García Nieto per Geografía es amor
- 1963: Eladio Cabañero per Marisa Sabia y otros poemas
- 1965: Alfonso Canales per Aminadab
- 1967: Carmen Conde per Obra poética
- 1973: Ángel García López per Elegía en Astaroth

### Premi Nacional de poesia
- 1977: Miguel Fernández per Eros y Anteros
- 1978: Félix Grande Lara per Las rubáiyatas de Horacio Martín
- 1979: Leopoldo de Luis per Igual que guantes grises
- 1980: Carlos Sahagún Beltrán per Primer y último oficio
- 1981: Vicente Gaos, de forma pòstuma.[2]
- 1982: Antonio Colinas per Poesía, 1967-1981
- 1983: Claudio Rodríguez García per Desde mis poemas
- 1984: No es va atorgar en aquesta modalitat
- 1985: Joan Vinyoli per Passeig d'aniversari
- 1986: No es va atorgar en aquesta modalitat
- 1987: Francisco Brines per El otoño de las rosas
- 1988: Antonio Gamoneda per Edad
- 1989: Pere Gimferrer per El vendaval
- 1990: Carlos Bousoño per Metáfora del desafuero
- 1991: Luis Álvarez Piñer per En resumen, 1927-1988
- 1992: Basilio Fernández López per Poemas 1927-1987
- 1993: José Ángel Valente per No amanece el cantor
- 1994: Rafael Guillén prt Los estados transparentes
- 1995: Luis García Montero per Habitaciones separadas
- 1996: Felipe Benítez Reyes per Vidas improbables
- 1997: Diego Jesús Jiménez per Itinerario para naúfragos
- 1998: José Antonio Muñoz Rojas per Objetos perdidos
- 1999: José Hierro per Cuaderno de Nueva York
- 2000: Guillermo Carnero Arbat per Verano inglés
- 2001: José Ángel Valente per Fragmentos de un libro futuro
- 2002: Carlos Marzal per Metales pesados
- 2003: Julia Uceda per En el viento, hacia el mar
- 2004: Chantal Maillard per Matar a Platón
- 2005: Josep Corredor Matheos per El don de la ignorancia
- 2006: José Manuel Caballero Bonald per Manual de infractores
- 2007: Olvido García Valdés per Y todos estábamos vivos
- 2008: Joan Margarit per Casa de Misericòrdia
- 2009: Juan Carlos Mestre per La casa roja
- 2010: José María Millares per Cuadernos, 2000-2009
- 2011: Francisca Aguirre per Historia de una anatomía
- 2012: Antonio Carvajal Milena per Un girasol flotante
- 2013: Manuel Álvarez Torneiro, per Os ángulos da brasa
- 2014: Antonio Hernández Ramírez per Nueva York antes de muerto[3]
- 2015: Luis Alberto de Cuenca y Prado per Cuaderno de Vacaciones
- 2016: Ángeles Mora Fragoso per Ficciones para una autobiografía[4]
- 2017: Julio Martínez Mesanza per Gloria.[5]
- 2018: Antònia Vicens i Picornell per Tots els cavalls.
- 2019: Pilar Pallarés García per Tempo fósil.
- 2020: Olga Novo per Feliz Idade.[6]
- 2021: Miren Agur Meabe per Nola gorde errautsak kolkoan[7]